# Olšinský vodopád
Olšinský vodopád, správně Olšinecký vodopád, též vodopád na Kojetickém potoce je vodopád na Kojetickém potoce u místní části Svádov v Ústí nad Labem. Nachází se nad osadou Olšinky v katastrálním území Svádov, nedaleko pod trojmezím s katastrálními územími Budov u Svádova a Kojetice u Malečova.

## Popis
Výška vodopádu je sedm metrů, průtok činí 40 litrů za sekundu a celková mohutnost 280 m.l/s. Vodopád  v nadmořské výšce 190–197 metrů zakončuje údolí Kojetického potoka a není zcela přírodního původu. Údolí má místy charakter rokle s čedičovými skalkami s varhanovitou odlučností. V blízkosti vodopádu vede žlutě značená turistická trasa. Přístup k vodopádu je omezen soukromým pozemkem a strmou skalní stěnou.